# Psilogramma hainanensis
Psilogramma hainanensis là một loài bướm đêm thuộc họ Sphingidae. Loài này có ở Hải Nam ở Trung Quốc.